# Paul Egloff
Paul Egloff (ur. 15 października 1959) – szwajcarski skoczek narciarski. Olimpijczyk (1980), uczestnik mistrzostw świata w lotach narciarskich (1981). Medalista mistrzostw kraju.
Skoki narciarskie uprawiali również jego synowie: Luca i Pascal.

## Igrzyska olimpijskie

### Indywidualnie
| 1980 Lake Placid | – | 43. miejsce (skocznia normalna), 47. miejsce (skocznia duża) |

## Mistrzostwa świata w lotach narciarskich

### Indywidualnie
| 1981 Oberstdorf | – | 45. miejsce |

## Puchar Świata

### Miejsca w klasyfikacji generalnej
| Sezon     | Miejsce |
| --------- | ------- |
| 1979/1980 | 80.     |
| 1980/1981 | 49.     |

### Miejsca w poszczególnych konkursach indywidualnychPucharu Świata
| Źródło | Źródło                 | Źródło                 | Źródło        | Źródło        | Źródło    | Źródło       | Źródło      | Źródło      | Źródło       | Źródło      | Źródło       | Źródło       | Źródło       | Źródło      | Źródło          | Źródło          | Źródło          | Źródło              | Źródło              | Źródło  | Źródło  | Źródło  | Źródło        | Źródło        | Źródło | Źródło | Źródło | Źródło | Źródło | Źródło | Źródło | Źródło | Źródło | Źródło | Źródło | Źródło | Źródło | Źródło | Źródło | Źródło | Źródło | Źródło | Źródło | Źródło | Źródło | Źródło | Źródło | Źródło | Źródło |
| --- | ---------------------- | ---------------------- | ------------- | ------------- | --------- | ------------ | ----------- | ----------- | ------------ | ----------- | ------------ | ------------ | ------------ | ----------- | --------------- | --------------- | --------------- | ------------------- | ------------------- | ------- | ------- | ------- | ------------- | ------------- | ------ | ------ | ------ | ------ | ------ | ------ | ------ | ------ | ------ | ------ | ------ | ------ | ------ | ------ | ------ | ------ | ------ | ------ | ------ | ------ | ------ | ------ | ------ | ------ | ------ |
| Sezon 1979/1980                                                                                                   |                        |                        |               |               |           |              |             |             |              |             |              |              |              |             |                 |                 |                 |                     |                     |         |         |         |               |               |        |        |        |        |        |        |        |        |        |        |        |        |        |        |        |        |        |        |        |        |        |        |        |        |        |
| Cortina d’Ampezzo                                                                                                 | Oberstdorf             | Garmisch-Partenkirchen | Innsbruck     | Bischofshofen | Sapporo   | Sapporo      | Thunder Bay | Thunder Bay | Zakopane     | Zakopane    | Saint-Nizier | Saint-Nizier | Sankt Moritz | Gstaad      | Engelberg       | Vikersund       | Lahti           | Lahti               | Falun               | Oslo    | Planica | Planica | Štrbské Pleso | Štrbské Pleso | punkty |        |        |        |        |        |        |        |        |        |        |        |        |        |        |        |        |        |        |        |        |        |        |        |        |
| - | 54                     | 80                     | 87            | 46            | -         | -            | -           | -           | 14           | 11          | -            | -            | 52           | 31          | 47              | -               | -               | -                   | -                   | -       | 40      | 29      | 24            | 27            | 7      |        |        |        |        |        |        |        |        |        |        |        |        |        |        |        |        |        |        |        |        |        |        |        |        |
| Sezon 1980/1981                                                                                                   |                        |                        |               |               |           |              |             |             |              |             |              |              |              |             |                 |                 |                 |                     |                     |         |         |         |               |               |        |        |        |        |        |        |        |        |        |        |        |        |        |        |        |        |        |        |        |        |        |        |        |        |        |
| Oberstdorf | Garmisch-Partenkirchen | Innsbruck              | Bischofshofen | Harrachov     | Liberec   | Sankt Moritz | Gstaad      | Engelberg   | Ironwood     | Ironwood    | Sapporo      | Sapporo      | Thunder Bay  | Thunder Bay | Chamonix        | Saint Nizier    | Lahti           | Lahti               | Falun               | Oslo    | Bærum   | Planica | Planica       | punkty        | punkty | punkty | punkty | punkty | punkty | punkty | punkty | punkty | punkty | punkty | punkty | punkty | punkty | punkty | punkty | punkty | punkty | punkty |        |        |        |        |        |        |        |
| 73 | 68                     | 60                     | 83            | -             | -         | 43           | 47          | 53          | 15           | 4           | -            | -            | 22           | 48          | -               | -               | -               | -                   | -                   | -       | -       | 41      | 51            | 13            | 13     | 13     | 13     | 13     | 13     | 13     | 13     | 13     | 13     | 13     | 13     | 13     | 13     | 13     | 13     | 13     | 13     | 13     |        |        |        |        |        |        |        |
| Sezon 1981/1982                                                                                                   |                        |                        |               |               |           |              |             |             |              |             |              |              |              |             |                 |                 |                 |                     |                     |         |         |         |               |               |        |        |        |        |        |        |        |        |        |        |        |        |        |        |        |        |        |        |        |        |        |        |        |        |        |
| Cortina d’Ampezzo                                                                                                 | Oberstdorf             | Garmisch-Partenkirchen | Innsbruck     | Bischofshofen | Sapporo   | Sapporo      | Thunder Bay | Thunder Bay | Sankt Moritz | Engelberg   | Oslo         | Oslo         | Lahti        | Lahti       | Bad Mitterndorf | Bad Mitterndorf | Bad Mitterndorf | Szczyrbskie Jezioro | Szczyrbskie Jezioro | Planica | Planica | punkty  | punkty        | punkty        | punkty | punkty | punkty | punkty | punkty | punkty | punkty | punkty | punkty | punkty | punkty | punkty | punkty | punkty | punkty | punkty |        |        |        |        |        |        |        |        |        |
| 26 | 47                     | 72                     | 50            | 56            | -         | -            | 32          | 37          | 49           | 38          | -            | -            | 47           | 52          | -               | -               | -               | -                   | -                   | 45      | 61      | 0       | 0             | 0             | 0      | 0      | 0      | 0      | 0      | 0      | 0      | 0      | 0      | 0      | 0      | 0      | 0      | 0      | 0      | 0      |        |        |        |        |        |        |        |        |        |
| Sezon 1982/1983                                                                                                   |                        |                        |               |               |           |              |             |             |              |             |              |              |              |             |                 |                 |                 |                     |                     |         |         |         |               |               |        |        |        |        |        |        |        |        |        |        |        |        |        |        |        |        |        |        |        |        |        |        |        |        |        |
| Cortina d’Ampezzo                                                                                                 | Oberstdorf             | Garmisch-Partenkirchen | Innsbruck     | Bischofshofen | Harrachov | Harrachov    | Lake Placid | Lake Placid | Thunder Bay  | Thunder Bay | Sankt Moritz | Gstaad       | Engelberg    | Vikersund   | Vikersund       | Vikersund       | Falun           | Falun               | Lahti               | Lahti   | Bærum   | Oslo    | Planica       | Planica       | punkty |        |        |        |        |        |        |        |        |        |        |        |        |        |        |        |        |        |        |        |        |        |        |        |        |
| - | -                      | -                      | -             | -             | -         | -            | -           | -           | -            | -           | 42           | 52           | 54           | -           | -               | -               | -               | -                   | -                   | -       | -       | -       | -             | -             | 0      |        |        |        |        |        |        |        |        |        |        |        |        |        |        |        |        |        |        |        |        |        |        |        |        |
| Legenda |                        |                        |               |               |           |              |             |             |              |             |              |              |              |             |                 |                 |                 |                     |                     |         |         |         |               |               |        |        |        |        |        |        |        |        |        |        |        |        |        |        |        |        |        |        |        |        |        |        |        |        |        |
| 1 2 3 4-10 11-15 poniżej 15 dq – dyskwalifikacja q – zawodnik nie zakwalifikował się - – zawodnik nie wystartował |                        |                        |               |               |           |              |             |             |              |             |              |              |              |             |                 |                 |                 |                     |                     |         |         |         |               |               |        |        |        |        |        |        |        |        |        |        |        |        |        |        |        |        |        |        |        |        |        |        |        |        |        |

### Turniej Czterech Skoczni

#### Miejsca w klasyfikacji generalnej
| Sezon     | Miejsce |
| --------- | ------- |
| 1978/1979 | 46.     |
| 1979/1980 | 72.     |
| 1980/1981 | 69.     |
| 1981/1982 | 54.     |